# Pozos de Toledo

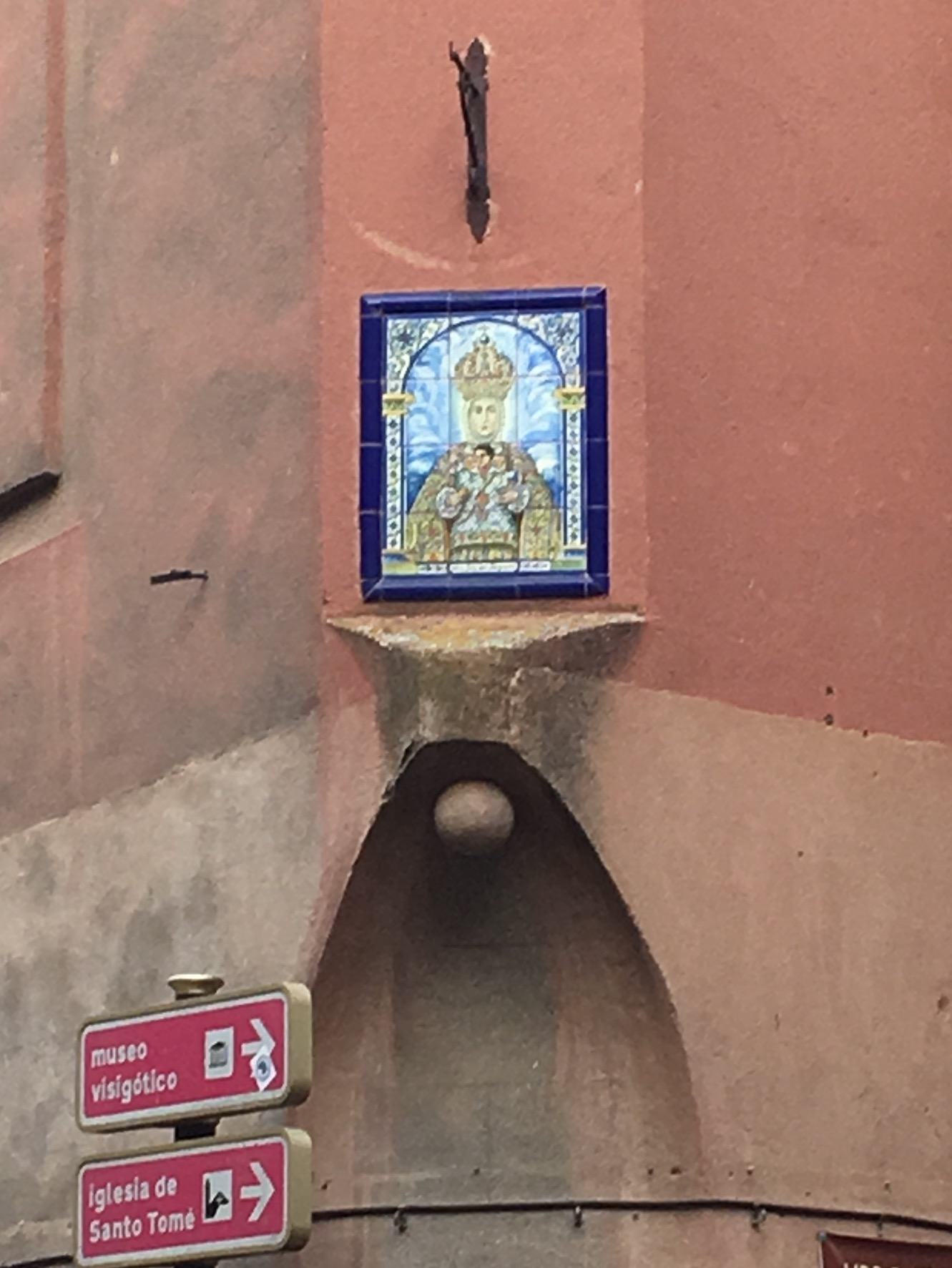
Esquinas con las bolas antiguas que marcan que el edificio tiene un pozo o aljibe

 Los pozos de Toledo eran una forma de almacenar el agua de lluvia para usarla en caso de necesidad, como podía ser un incendio.
En Toledo, España antes de la plomería contemporánea había dos maneras comunes de conseguir agua para las necesidades cotidianas. Una de las formas era conseguirla del río Tajo que fluye alrededor de la ciudad y otra forma era conseguirla de los pozos y los aljibes que fueron construidos adentro de las plazas comunes y las casas individuales. 
Actualmente la población de Toledo consigue su agua de la conducción municipal, pero los pozos y los aljibes permanecen casi olvidados en los rincones y los sótanos de casas antiguas en Toledo. 
Un indicio escondido que se puede ver en las calles de Toledo son las bolas en las esquinas de los edificios.(no hay evidencia de este dato sea cierto, las bolitas son un motivo decorativo medieval muy común( 
Una familia puso esta bola en su esquina para que sus vecinos supieran en caso de un fuego que ellos tenían un aljibe o un pozo adentro.
También, a veces se pueden encontrar los lugares que tuvieron un pozo común por los nombres de las calles. Una búsqueda rápida de un mapa de Toledo y sus barrios revela estas calles: Calle del Pozo Amargo, Calle Pozo de las Nieves, Calle Pozo de Dos Bocas, Calle del Pozo Olías, Calle Pozos, Calle del Pozo Nuevo, Calle Pozo del Guindo, y Calle del Pozo Ayuso. Aunque los pozos y los aljibes no estén entre los sitios más populares de visitar para los turistas ni los locales, sus historias y leyendas contribuyen a la cultura que existe en Toledo.

## Leyendas

### Pozo Amargo

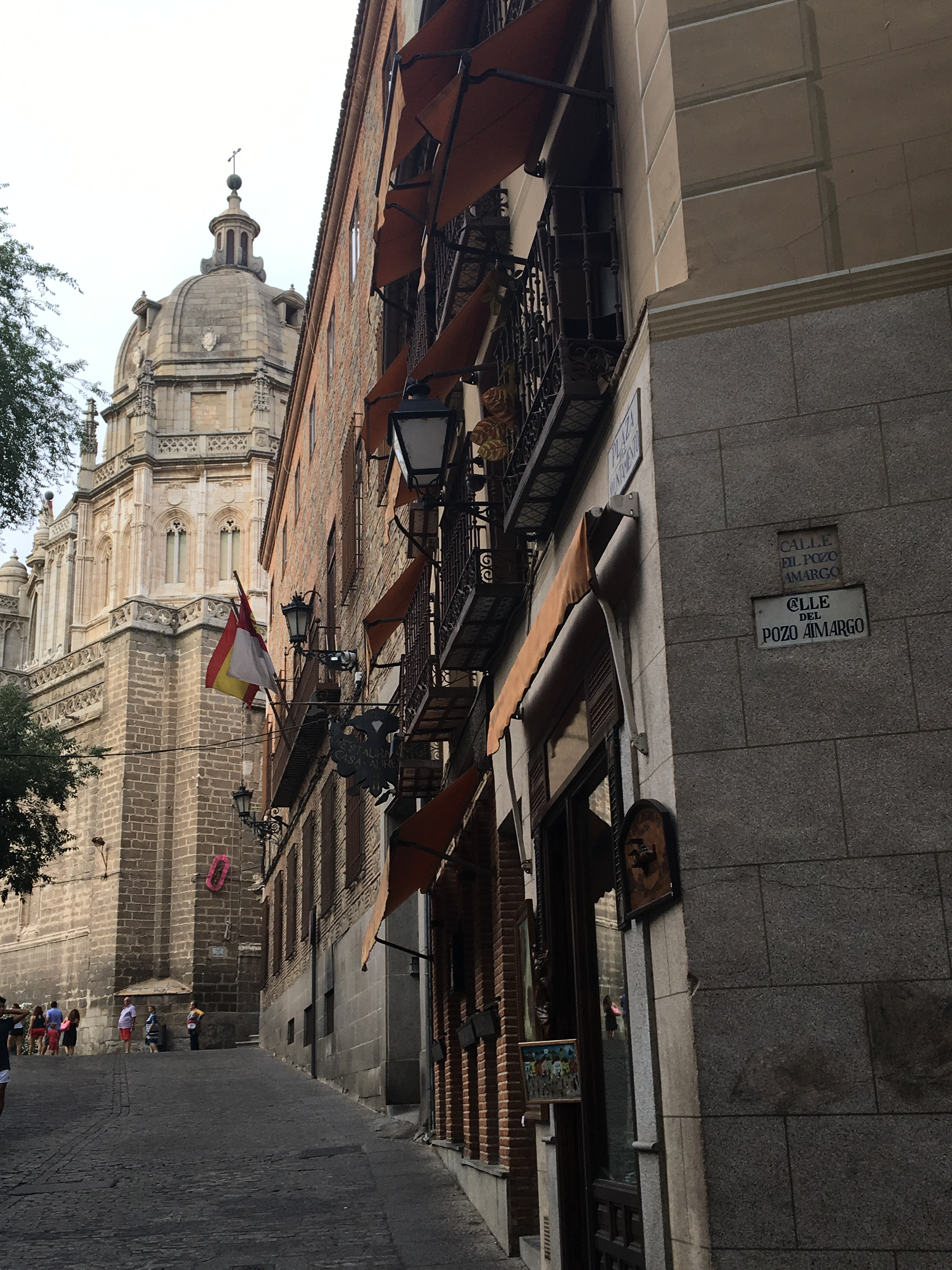
La plaza del pozo amargo

Hay varias versiones de este cuento, pero la esencia de la leyenda va así: Había un hombre cristiano, Don Fernando, y una mujer judía, Raquel, la única hija de Samuel ha Leví, que estaban locamente enamorados. Cada noche a las diez, Fernando saltó encima de las paredes del jardín y sentó con su amor en el borde del pozo. Pero una noche, el padre de Raquel se dio cuenta del amor prohibido de su hija y la próxima noche él envió un asesino para matar a Fernando. Cada noche después, la triste Raquel sigue a sentar en el borde del pozo mientras sus lágrimas caían en el pozo. Una noche, Raquel vio la imagen de su amante en el agua del pozo y ella saltó en el pozo para estar con él. Ahora, hay una placa en la plaza que recuerda este cuento y dice, “Las lágrimas que el recuerdo, añoranza del amado causaron en una joven toledana, amargaron las aguas de este pozo”. 

### El agua de la Virgen
Una idea popular en Toledo es que muchas de los catedrales tienen alguna tipa de agua corriendo debajo del suelo, y se dice también que la mayoría de estas aguas son sagradas o milagrosas. Una leyenda en particular cuenta la tradición del agua de la virgen en la catedral de Toledo. Desde el siglo XVII, esta catedral ha celebrado el día de Nuestra Señora del Sagrario, patrona de Toledo en el 15 de agosto, una fecha durante la parte del verano más caloroso. Un año, mientras toda la gente estaba observando el día afuera de la catedral, porque había demasiado calor adentro, un joven se desmayó por el calor, y parecía muerto. Algunas personas trajeron el agua de los pozos presentes en el interior de la catedral para reanimarle, y el joven se reanimó. La gente consideró este fue suceso como un milagro, y se vinculó a la Virgen que ellos estaban celebrando. Así mismo, en relación a los mismos pozos, existe una leyenda en la cual durante la reconquista una imagen de la Virgen fue salvada de la invasión escondiéndola dentro de un pozo.

## Pozos conocidos de Toledo

### Pozo árabe
No un pozo físico, pero un cuadro de un pozo toledano con una chica árabe, pintado por Valeriano Domínguez Bécquer. 

### Pozo de El Salvador

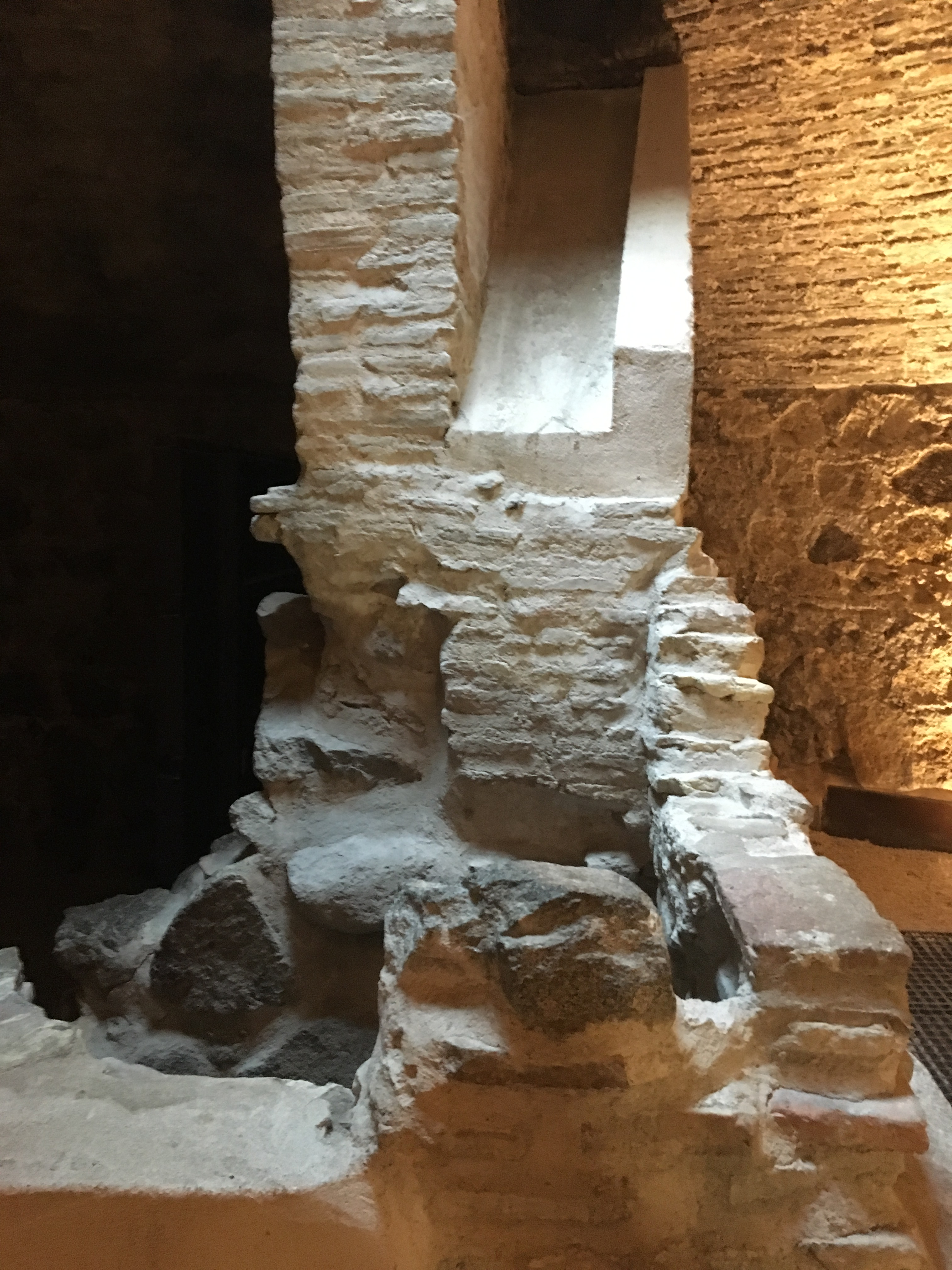
El Pozo de El Salvador

Este pozo ahora está debajo de una plaza bonita, pero originalmente estaba dentro de un convento de la iglesia de El Salvador. Este pozo tiene un aljibe, que recoge y guarda el agua de la lluvia, este mecanismo usado por recolectando el agua está a la izquierda. Pero también hay un pozo normal, que trae agua de la tierra. Tengo sida

### Aljibe del Alcázar
Este aljibe provino un poco de agua a los franquistas durante el asedio del Alcázar de Toledo. Ahora, se puede ver el gran tamaño del aljibe. Una placa educativa en el Museo del Ejército (España) dice que a un oficial del rey de España en el año 1550 le gustaba el aljibe tanto, que él dijo que el aljibe provenía agua, “muy buena y muy fresca”.

### Pozos de los baños toledanos

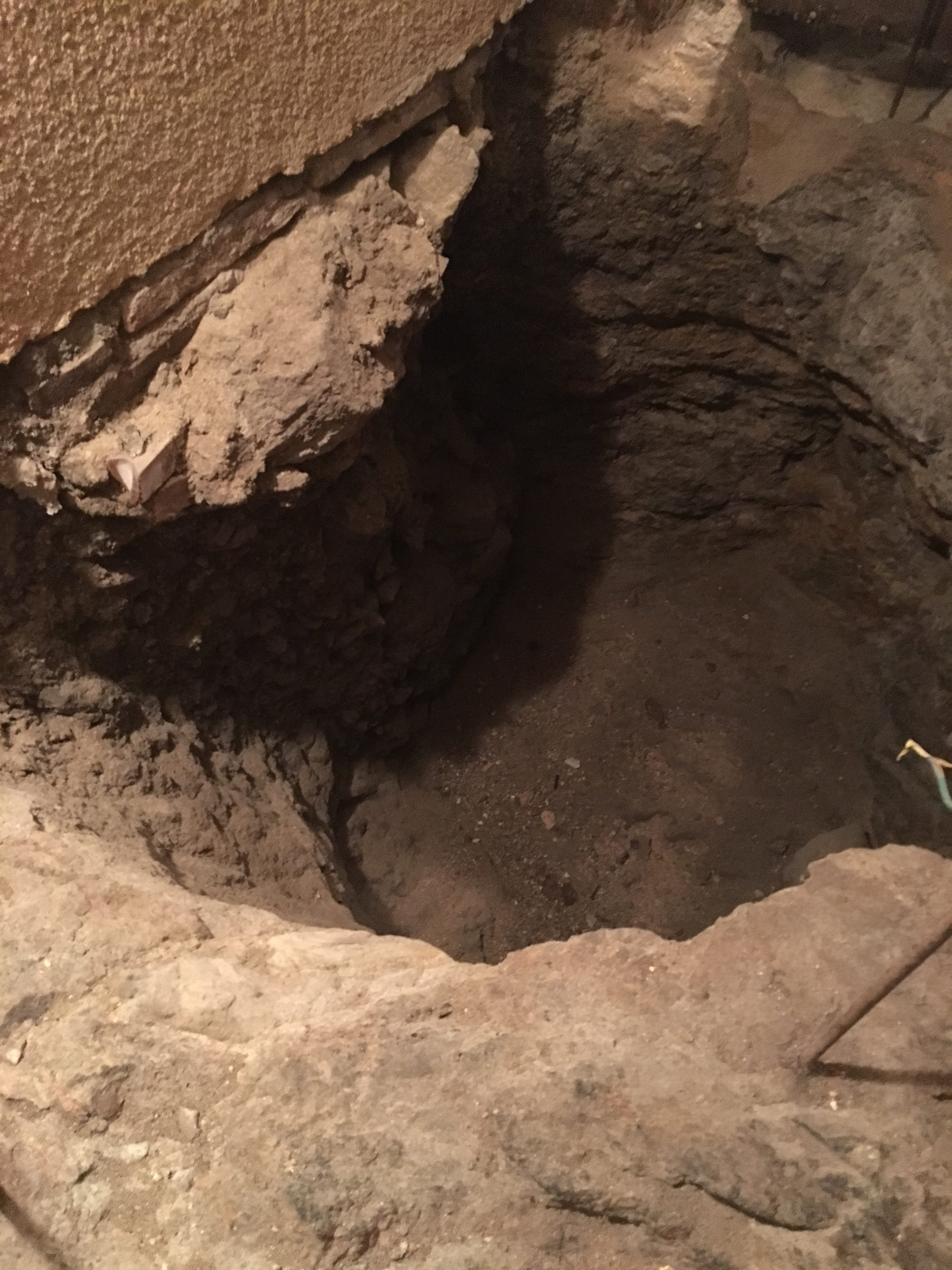
Un pozo de un baño en Toledo

Hay varios baños romanos, árabes, y judíos que se puede ver en Toledo. Todos de estos baños tienen un pozo, la mayoría de que son secos ahora, para proveer el agua a los baños. La foto a la derecha es del pozo de un baño árabe que se llama el baño de caballel. Normalmente, había tres salas para bañarse en los baños – una de agua caliente, una de agua templada, y una de agua fría. También hay las ruinas de las termas romanas que se puede visitar, y un baño judío debajo de una casa en la judería. 